# Wolfgang Maria Gran
Wolfgang Maria Gran (* 22. April 1962 in Schladming) ist ein österreichischer Journalist, Singer/Songwriter und Autor.

## Leben
Wolfgang Maria Gran arbeitete von 1981 bis 2014 im Tageszeitungsjournalismus. Noch während des Studiums der Publizistik und Politikwissenschaft begann er für die „Salzburger Volkszeitung“ und die „Salzburger Wirtschaft“ zu schreiben, wechselte mit 22 Jahren zum „Kurier“, wo er fünf Jahre lang stellvertretender Leiter des Salzburger Büros war und parallel dazu als Korrespondent der „Wochenpresse“ mit Schwerpunkt Politik und Reportagen arbeitete. Dabei machte er sich unter anderem mit Berichten über den Widerstand gegen die Wiederaufbereitungsanlage in Wackersdorf (Bayern) sowie außergewöhnlichen Interviews, unter anderem mit dem Schriftsteller Peter Handke, früh einen Namen in der Branche. 1988 wechselte er in die Lokalredaktion der „Salzburger Nachrichten“ und danach zur „Kronen Zeitung“, bei der er ab 2001 das Sportressort in Salzburg leitete und unter anderem bei Großereignissen wie Fußball-Welt- und -Europameisterschaften sowie Olympischen Spielen im Einsatz war.
Ende Dezember 2014 verließ Gran auf eigenen Wunsch das Tageszeitungs-Geschäft. Mit dem international renommierten und vielfach ausgezeichneten Top-Fotografen Joachim Bergauer gründete er 2015 das Label „BQ Media“ und reiste unter anderem für große Flüchtlings-Reportagen im Sommer dieses Jahres nach Lampedusa und im Herbst nach Lesbos. Unter dem Eindruck dieser Reisen kehrte er wenig später als Volunteer auf die griechische Insel zurück, um bei der Flüchtlingsbetreuung zu helfen. Journalistisch wurde er nach „BQ Media“ und seiner Übersiedlung von Salzburg nach Niederösterreich ab 2019 für Magazine des Red Bull Media House („Servus“, „Carpe Diem“ und diverse Co-Publishing-Produkte), der A.R.T.-Redaktion Salzburg („Wachau-Magazin“, „Cirque Gourmet“) und für das Gault & Millau-Magazin Deutschland tätig.
Als Buchautor ist Wolfgang Maria Gran seit Mitte der 1990er-Jahre aktiv. „Otto Konrad – Ansichten einer Reizfigur“ (1997) publizierte er noch im Eigenverlag, seine Biografie über den früheren Weltklasse-Fußballer und ehemaligen österreichischen Nationaltrainer Hans Krankl (Egoth-Verlag, 2005) war knapp zwölf Wochen die Nummer 1 in den österreichischen Bestseller-Listen. „Legenden“ (Pantauro, 2019), ein Buch über die Geschichte des alpinen Skisports, und „Vom Tellerwäscher zum Visionär“ (Ecowin, 2021) über die Geschichte des „Claro“-Gründers Josef Dygruber sind die bisher aktuellsten Werke des Buchautors Gran.
Neben seiner Tätigkeit als Journalist und Autor ist Wolfgang Maria Gran seit 1981 als Singer/Songwriter auch in der Musik aktiv. Viele Jahre tourte er mit seiner Rhythm-&-Blues-Band „Rock & Blues'n“, 2003 veröffentlichte er bei EMI mit der Formation „Onkel Hans“ die CD „A scheena Bua“. Nach sieben Jahren Pause gründete er Anfang 2012 die Austro-Blues-Formation „Howling Wuif Project“, in der namhafte Profimusiker aus Österreich, Rumänien und Serbien spielen. Unter diesem Namen erschienen 2015 die CD „Gspusi mitn Teufl“ und 2017 die CD „Gefällt mir“. Bedingt durch die Covid-Pandemie wurden die Band-Aktivitäten zurückgeschraubt, und die Live-Auftritte finden derzeit überwiegend als „Wolfgang Gran Trio“ gemeinsam mit den St. Pöltener Musikern Oliver Jung und Dieter Libuda statt.

## Veröffentlichungen
- Krankl. Die Biographie (Gebundene Ausgabe), Wolfgang M. Gran (Autor)[1]
- Produzent der CD „A scheena Bua“,  EMI, 2003[2]
- CD „Gspusi mitn Teufl“, LibLab, 2015.
- CD „Gefällt mir“, LibLab, 2017.
- Legenden. Geschichte und Geschichten des Alpinen Skisports (Gebundene Ausgabe, ISBN 978-3-7105-0044-2), Pantauro-Verlag 2019, Wolfgang M. Gran (Autor), Andreas Schaad (Fotos).
- Vom Tellerwäscher zum Visionär. Wie Öko-Pionier Sepp Dygruber mit claro Geschichte schrieb (Gebundene Ausgabe, ISBN 978-3-7110-0282-2), Ecowin-Verlag 2021, Wolfgang M. Gran (Autor).